# Luxembourg School of Religion & Society
La Luxembourg School of Religion & Society (LSRS) est un institut de recherche et de formation au Grand-Duché de Luxembourg.

## Histoire
La LSRS est créée en 2015 à la suite de la réorganisation de l’ensemble du secteur de la formation et de la recherche dans l’archidiocèse de Luxembourg. Attachée au Centre Jean XXIII, elle est une institution de l’Église catholique. Le 1er juillet 2018, le Centre Jean XXIII signe une convention avec le ministère luxembourgeois de l'Enseignement supérieur et de la Recherche (MESR) qui réglemente, entre autres, la participation financière de l’État aux travaux de la LSRS. Les chercheurs et les enseignants de la LSRS travaillent régulièrement avec leurs collègues de l'université du Luxembourg.
Le 23 novembre 2021, le Premier ministre Xavier Bettel effectue une visite de la LSRS.

## Activité
Les activités de la LSRS peuvent être divisées en deux domaines : de recherche et formation. Le travail de recherche de l’institut est interdisciplinaire. 
Les membres de l'équipe académique de la LSRS sont d'origine nationale (D, F, B, I, CA, RO, NL, L) et confessionnelle différente et appartiennent à des disciplines variées (théologie, sciences des religions, philosophie, littérature, histoire, sociologie).
La bibliothèque du Séminaire et la bibliothèque du Consistoire israélite forment ensemble le centre de documentation de la LSRS. L’ensemble de cette collection comprend environ 150 000 volumes.